# Doxie Moore
John L. "Doxie" Moore (Delphi, Indiana; 11 de febrero de 1911-23 de abril de 1986) fue un entrenador y ejecutivo de baloncesto estadounidense que dirigió durante 2 temporadas equipos de la NBA, y anteriormente lo había hecho en la NBL.

## Trayectoria deportiva

### Universidad
Jugó fútbol americano y baloncesto con los Boilermakers de la Universidad de Purdue, ganando con ambos sendos títulos de la Big Ten Conference, siendo una de las dos únicos deportistas en poseer cuatro títulos de la conferencia.

### Entrenador
Antes de la Segunda Guerra Mundial, fue entrenador y director deportivo en el instituto de West Lafayette, donde entrenaba todos los deportes. En 1946 fue contratado como entrenador de los Sheboygan Red Skins de la NBL, y en su primera temporada acabó tercero en la temporada regular, a solo dos victorias de la primera posición. En playoffs fueron eliminados por los Oshkosh All-Stars. Tras una temporada más, fue nombrado comisionado de la liga, un año antes de que se fusionara con la BAA.
En 1950 sustituyó al interino Ike Duffey en el banquillo de los Anderson Packers de la NBA. Acabó la temporada con 15 victorias y 11 derrotas, clasificando al equipo para los playoffs, donde alcanzaron las semifinales, en las que cayeron ante los Minneapolis Lakers, a la postre campeones.
En 1951 fichó por los Milwaukee Hawks, equipo en el cual ejerció también funciones de vicepresidente. Permaneció una temporada en la que solo consiguió 17 victorias por 49 derrotas.

## Estadísticas como entrenador en la NBA
| Equipo           | Temp.   | P  | V  | D  | %V-D | Finalizó    | PP | VP | DP | %V-DP | Resultado             |
| ---------------- | ------- | -- | -- | -- | ---- | ----------- | -- | -- | -- | ----- | --------------------- |
| Anderson Packers | 1949-50 | 26 | 15 | 11 | .577 | 2º en Oeste | 8  | 4  | 4  | .500  | Pierde en Semifinales |
| Milwaukee Hawks  | 1951-52 | 66 | 17 | 49 | .588 | 5º en Oeste |    |    |    |       |                       |
| Total            |         | 92 | 32 | 60 | .348 |             | 8  | 4  | 4  | .500  |                       |